# Mothern
Mothern est une commune française située dans la circonscription administrative du Bas-Rhin et, depuis le 1er janvier 2021, dans le territoire de la Collectivité européenne d'Alsace, en région Grand Est.
Cette commune se trouve dans la région historique et culturelle d'Alsace.

## Géographie
Mothern est située non loin du Rhin dans l'extrémité nord-est de l'Alsace. La frontière allemande, par la route de Lauterbourg, se trouve à 6 km. Le village est composé de deux parties contigües : le Haut-Village et le Bas-Village. Le second se trouve sur l'ancien lit du Rhin avant qu'il ne soit canalisé tandis que le premier occupe la colline qui domine la plaine d'une trentaine de mètres. Le ruisseau Kabach emprunte le vallon du Hundsaecker, entre le Dasselberg (143 m) et le Meisterberg (158 m) pour se déverser directement dans le Rhin au niveau du port de Lauterbourg.
La commune se trouve au carrefour de la route départementale 89 sur un axe nord-ouest/sud-est et de la RD 248 qui mène à Lauterbourg au nord-est et à Seltz au sud-ouest. Elle est une étape sur la Véloroute Rhin EV 15 (1 320 km) qui relie la source du Rhin, située à Andermatt en Suisse, à son embouchure à Rotterdam. La ligne TER Strasbourg - Lauterbourg offre également un accès ferroviaire au village.
| Scheibenhard               |             | Lauterbourg              |
| Neewiller-près-Lauterbourg | Mothern     | Elchesheim-Illingen (de) |
| Wintzenbach                | Munchhausen | Steinmauern (de)         |

### Hydrographie

#### Réseau hydrographique
La commune est dans le bassin versant du Rhin au sein du bassin Rhin-Meuse. Elle est drainée par le Rhin et le ruisseau le Schiffersbach,.
Le Rhin, long de 1 233 km est le plus long fleuve se déversant dans la mer du Nord et de l'une des voies navigables les plus fréquentées du monde. Il traverse la Suisse, l'Autriche, l'Allemagne et les Pays-Bas et marque la frontière entre l'Allemagne et la France. Les caractéristiques hydrologiques du Rhin sont données par la station hydrologique située sur la commune de Lauterbourg. Le débit moyen mensuel est de 1 190 m3/s. Le débit moyen journalier maximum est de 4 530 m3/s, atteint lors de la crue du 14 mai 1999. Le débit instantané maximal est quant à lui de 4 590 m3/s, atteint le même jour.
Le Schiffersbach, d'une longueur de 10 km, prend sa source dans la commune de Wintzenbach et se jette  dans le Rhin en rive gauche sur la commune, après avoir traversé quatre communes.

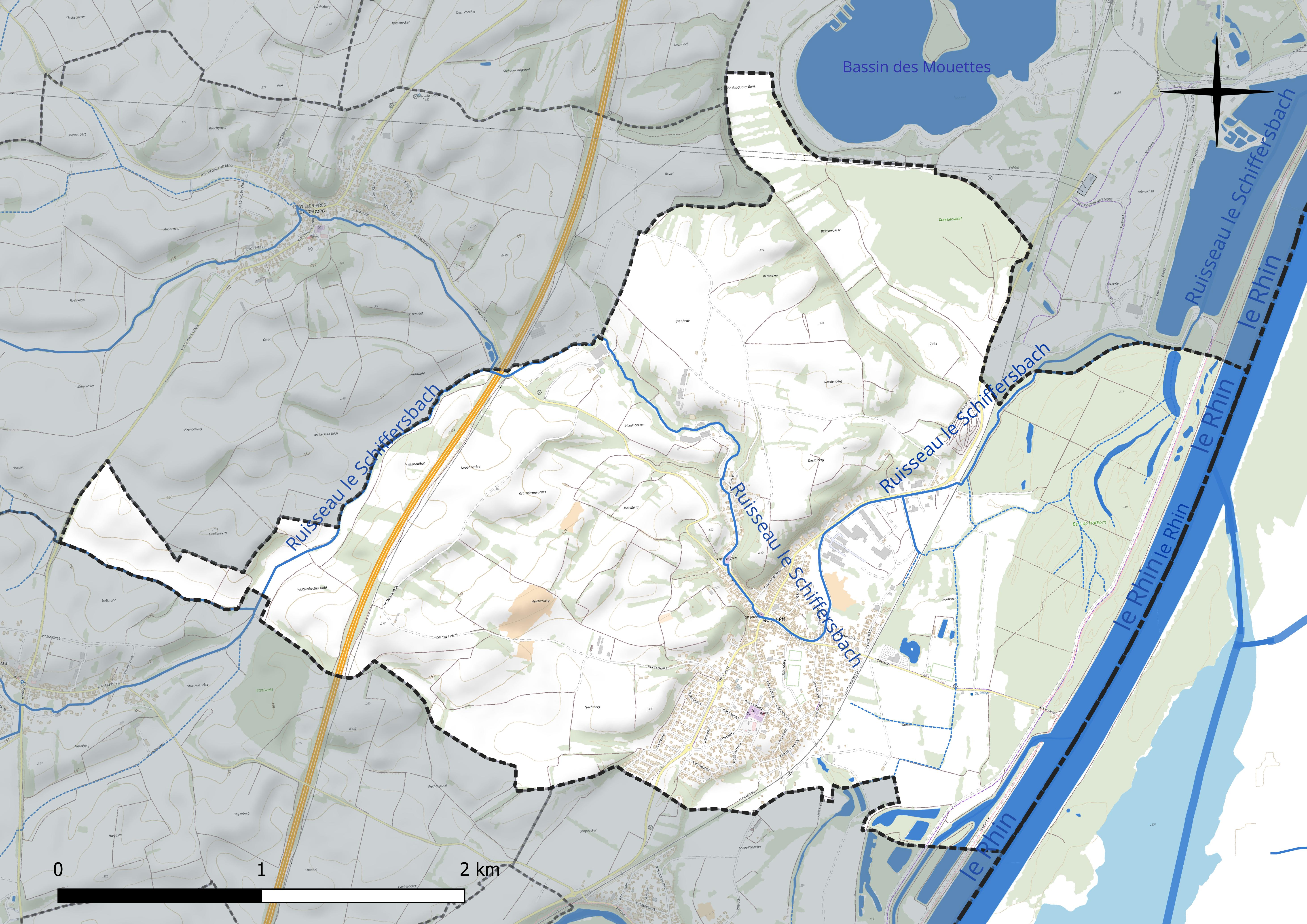
Réseau hydrographique de Mothern.

#### Gestion et qualité des eaux
Le territoire communal est couvert par le schéma d'aménagement et de gestion des eaux (SAGE) « Ill Nappe Rhin ». Ce document de planification concerne la nappe phréatique rhénane, les cours d'eau de la plaine d'Alsace et du piémont oriental du Sundgau, les canaux situés entre l'Ill et le Rhin et les zones humides de la plaine d'Alsace. Le périmètre s’étend sur 3 596 km2. Il a été approuvé le 17 janvier 2005. La structure porteuse de l'élaboration et de la mise en œuvre est la région Grand Est.
La qualité des cours d’eau peut être consultée sur un site dédié géré par les agences de l’eau et l’Agence française pour la biodiversité.

### Climat
Pour des articles plus généraux, voir Climat du Grand Est et Climat du Bas-Rhin.
En 2010, le climat de la commune est de type climat des marges montargnardes, selon une étude du Centre national de la recherche scientifique s'appuyant sur une série de données couvrant la période 1971-2000. En 2020, Météo-France publie une typologie des climats de la France métropolitaine dans laquelle la commune est exposée à un climat semi-continental et est dans la région climatique  Alsace, caractérisée par une pluviométrie faible, particulièrement en automne et en hiver, un été chaud et bien ensoleillé, une humidité de l’air basse au printemps et en été, des vents faibles et des brouillards fréquents en automne (25 à 30 jours).
Pour la période 1971-2000, la température annuelle moyenne est de 10,5 °C, avec une amplitude thermique annuelle de 17,7 °C. Le cumul annuel moyen de précipitations est de 947 mm, avec 10,9 jours de précipitations en janvier et 10,1 jours en juillet. Pour la période 1991-2020, la température moyenne annuelle observée sur la station météorologique de Météo-France la plus proche, « Scheibenhard », sur la commune de Scheibenhard à 5 km à vol d'oiseau, est de 11,8 °C et le cumul annuel moyen de précipitations est de 739,0 mm. 
La température maximale relevée sur cette station est de 38,8 °C, atteinte le 7 août 2015 ; la température minimale est de −15,2 °C, atteinte le 11 janvier 2009,,.
Les paramètres climatiques de la commune ont été estimés pour le milieu du siècle (2041-2070) selon différents scénarios d'émission de gaz à effet de serre à partir des nouvelles projections climatiques de référence DRIAS-2020. Ils sont consultables sur un site dédié publié par Météo-France en novembre 2022.

## Urbanisme

### Typologie
Au 1er janvier 2024, Mothern est catégorisée bourg rural, selon la nouvelle grille communale de densité à sept niveaux définie par l'Insee en 2022.
Elle appartient à l'unité urbaine de Mothern, une agglomération intra-départementale regroupant deux  communes, dont elle est ville-centre,,. La commune est en outre hors attraction des villes,.

### Occupation des sols
L'occupation des sols de la commune, telle qu'elle ressort de la base de données européenne d’occupation biophysique des sols Corine Land Cover (CLC), est marquée par l'importance des territoires agricoles (65,9 % en 2018), en diminution par rapport à 1990 (67,3 %). La répartition détaillée en 2018 est la suivante : 
terres arables (53,4 %), forêts (21,2 %), zones urbanisées (10,4 %), zones agricoles hétérogènes (8,8 %), prairies (3,6 %), eaux continentales (2,4 %). L'évolution de l’occupation des sols de la commune et de ses infrastructures peut être observée sur les différentes représentations cartographiques du territoire : la carte de Cassini (XVIIIe siècle), la carte d'état-major (1820-1866) et les cartes ou photos aériennes de l'IGN pour la période actuelle (1950 à aujourd'hui).

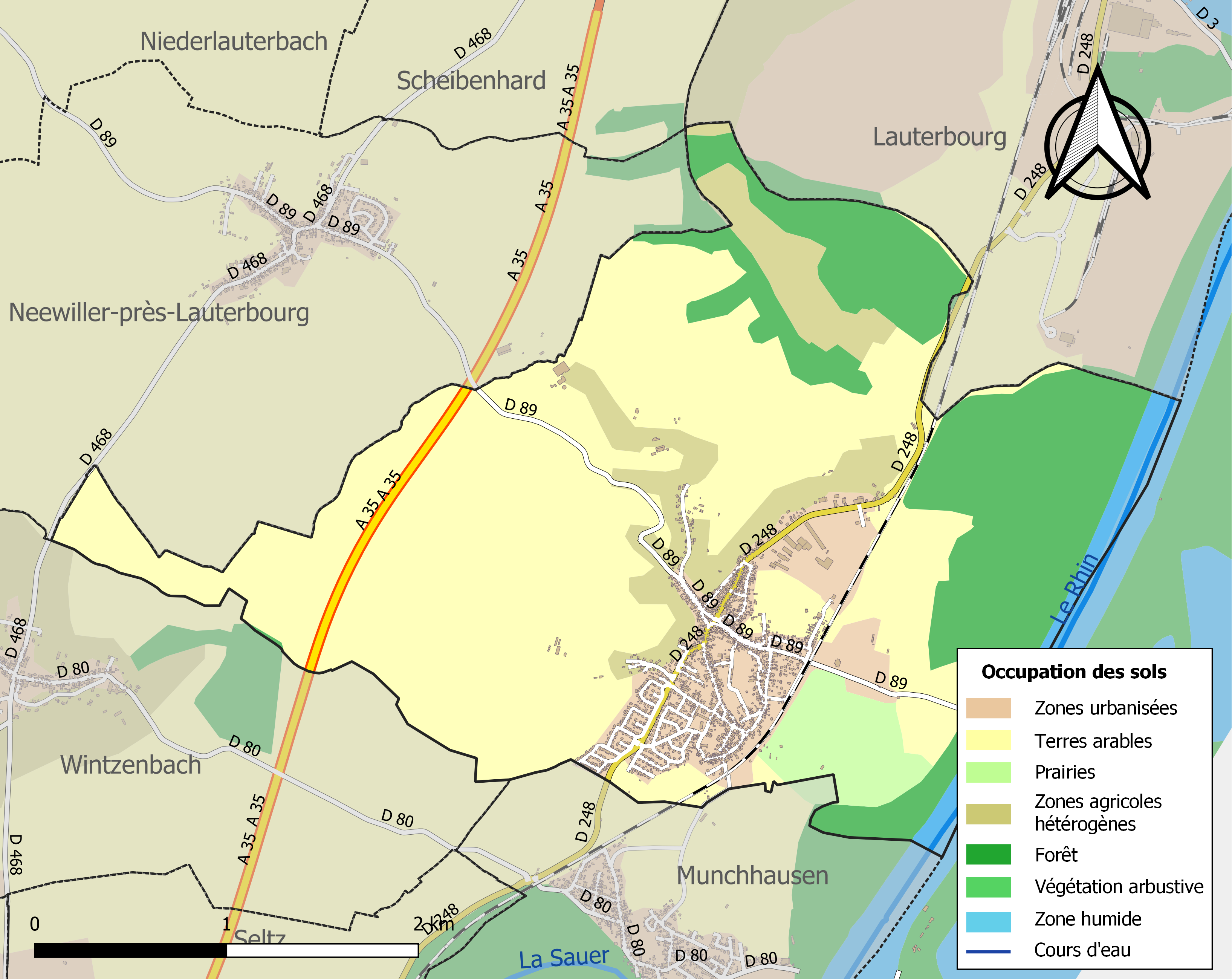
Carte des infrastructures et de l'occupation des sols de la commune en 2018 (CLC).

## Toponymie
- Modere en francique méridional.

Le nom de Mothern est mentionné pour la première fois en 878. C'est en cette année que Charles le Gros et Louis le Jeune s'y rencontrèrent pour fixer un rendez-vous avec le roi Louis III de France.
Son orthographe varia successivement au cours des siècles : tout d'abord orthographié Matra, il se déclinera plus tard en Motern, Mathern, Moderen (qui s'apparente à la  prononciation alsacienne du village « Modere ») puis finalement Mothern.
L'ancien maire de Mothern Antoine Meyer confie lors d'un reportage que cette dénomination peut venir de "Mutter" (mère), qui évoque les déesses-mères gallo-romaines, ou encore  de la Moder, rivière qui se jetait autrefois dans le Rhin situé bien plus au nord qu'actuellement.

## Histoire
La vie des habitants de Mothern a de tout temps été fortement influencée par la présence du Rhin qui, avant d'être canalisé, était fort capricieux et détruisait souvent tout sur son passage.
Lors de la Seconde Guerre mondiale, les habitants ont été évacués vers Bussière-Poitevine en Nouvelle-Aquitaine (anciennement Limousin) ; depuis, les deux communes sont jumelées.

### Héraldique

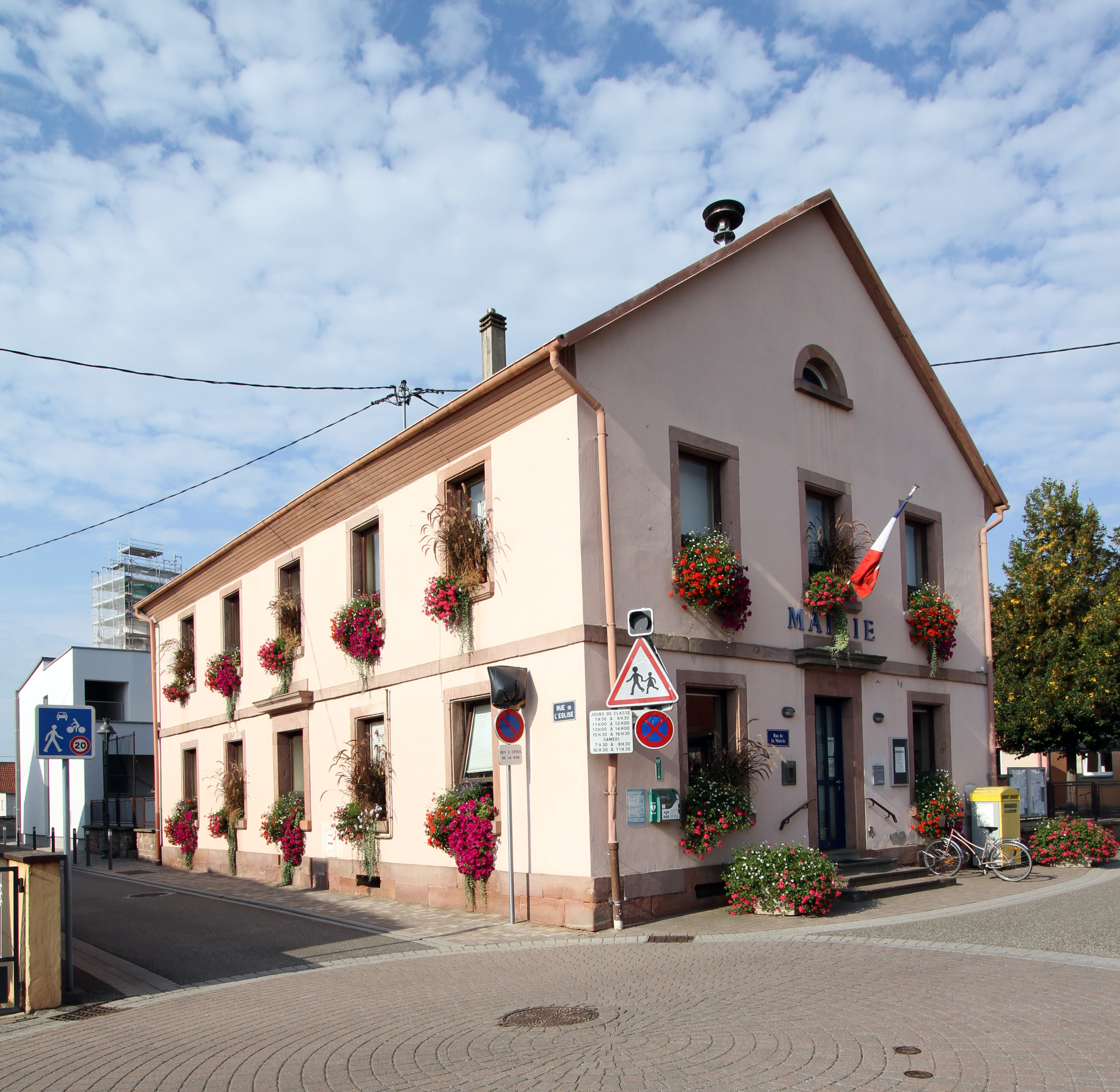
La mairie.

| Blason de Mothern | Blason  | D'argent à l'échelle de trois échelons de sable, posée en barre. |
| Blason de Mothern | Détails |                                                                  |

## Politique et administration

### Liste des maires
| Période                                  | Période      | Identité                           | Étiquette | Qualité                                                                            |
| ---------------------------------------- | ------------ | ---------------------------------- | --------- | ---------------------------------------------------------------------------------- |
| mai 1945                                 | octobre 1947 | Gilles Meyer                       |           |                                                                                    |
| octobre 1947                             | mai 1953     | Joseph Fritz                       |           |                                                                                    |
| mai 1953                                 | mars 1959    | Alphonse Gerhard (1891-1983)       |           |                                                                                    |
| mars 1959                                | mars 1977    | Marcel Hiegel (1911-1984)          |           |                                                                                    |
| mars 1977                                | mars 1989    | Alfred Meyer (1928- )              |           | Maire honoraire                                                                    |
| mars 1989                                | mars 2008    | Antoine Meyer (1939- )             | UMP       | Retraité de l'enseignement, maire honoraire                                        |
| mars 2008                                | mai 2020     | Marie-Bernadette Butzerin (1958- ) | DVD-LR    | Vice-présidente de la CCPSS (2008 → 2013) Vice-présidente de la CCPR (2014 → 2020) |
| mai 2020                                 | En cours     | Isabelle Schmaltz (1973- )         |           | Employée commerciale, ancienne adjointe                                            |
| Les données manquantes sont à compléter. |              |                                    |           |                                                                                    |

## Population et société

### Démographie
L'évolution du nombre d'habitants est connue à travers les recensements de la population effectués dans la commune depuis 1793. Pour les communes de moins de 10 000 habitants, une enquête de recensement portant sur toute la population est réalisée tous les cinq ans, les populations de référence des années intermédiaires étant quant à elles estimées par interpolation ou extrapolation. Pour la commune, le premier recensement exhaustif entrant dans le cadre du nouveau dispositif a été réalisé en 2008.

En 2022, la commune comptait 1 927 habitants, en évolution de −5,21 % par rapport à 2016 (Bas-Rhin : +3,17 %, France hors Mayotte : +2,11 %).
| 1793 | 1800 | 1806  | 1821  | 1831  | 1836  | 1841  | 1846  | 1851  |
| ---- | ---- | ----- | ----- | ----- | ----- | ----- | ----- | ----- |
| 450  | 613  | 1 130 | 1 335 | 1 482 | 1 460 | 1 516 | 1 631 | 1 707 |

| 1856  | 1861  | 1866  | 1871  | 1875  | 1880  | 1885  | 1890  | 1895  |
| ----- | ----- | ----- | ----- | ----- | ----- | ----- | ----- | ----- |
| 1 508 | 1 531 | 1 511 | 1 444 | 1 427 | 1 338 | 1 249 | 1 195 | 1 194 |

| 1900  | 1905  | 1910  | 1921  | 1926  | 1931  | 1936  | 1946  | 1954  |
| ----- | ----- | ----- | ----- | ----- | ----- | ----- | ----- | ----- |
| 1 193 | 1 237 | 1 295 | 1 293 | 1 285 | 1 305 | 1 324 | 1 305 | 1 323 |

| 1962  | 1968  | 1975  | 1982  | 1990  | 1999  | 2006  | 2008  | 2013  |
| ----- | ----- | ----- | ----- | ----- | ----- | ----- | ----- | ----- |
| 1 505 | 1 521 | 1 621 | 1 610 | 1 721 | 1 933 | 2 015 | 2 039 | 2 012 |

| 2018  | 2022  | - | - | - | - | - | - | - |
| ----- | ----- | - | - | - | - | - | - | - |
| 1 978 | 1 927 | - | - | - | - | - | - | - |

### Sports
Mothern dispose des infrastructures sportives suivantes :
- ACDM (Association des chiens de défense Mothern)[25]
- Amicale de la course populaire[26]
- Association des Pêcheurs[26]
- Badminton Club
- Club d'aéromodélisme[27]
- Club de football FCM (Football Club Mothern), en entente depuis 2005 avec le village voisin de Munchhausen, sous le nom EMM[28]
- Club de gymnastique
- Les Amis de la marche et de la pétanque
- Mother'n Dancers[29]
- Moto-club[30]
- TCM (Tennis Club de Mothern)

### Vie associative
- Amicale des sapeurs pompiers
- Association du Cercle d'Histoire[31]
- Association « Les Petites Canailles »
- Chorale Cécilia
- Chorale Sainte-Cécile
- Comité des fêtes
- Harmonie Sainte-Cécile
- Les amis de la Wacht
- Union Nationale des Anciens Combattants de Mothern

### Carnaval

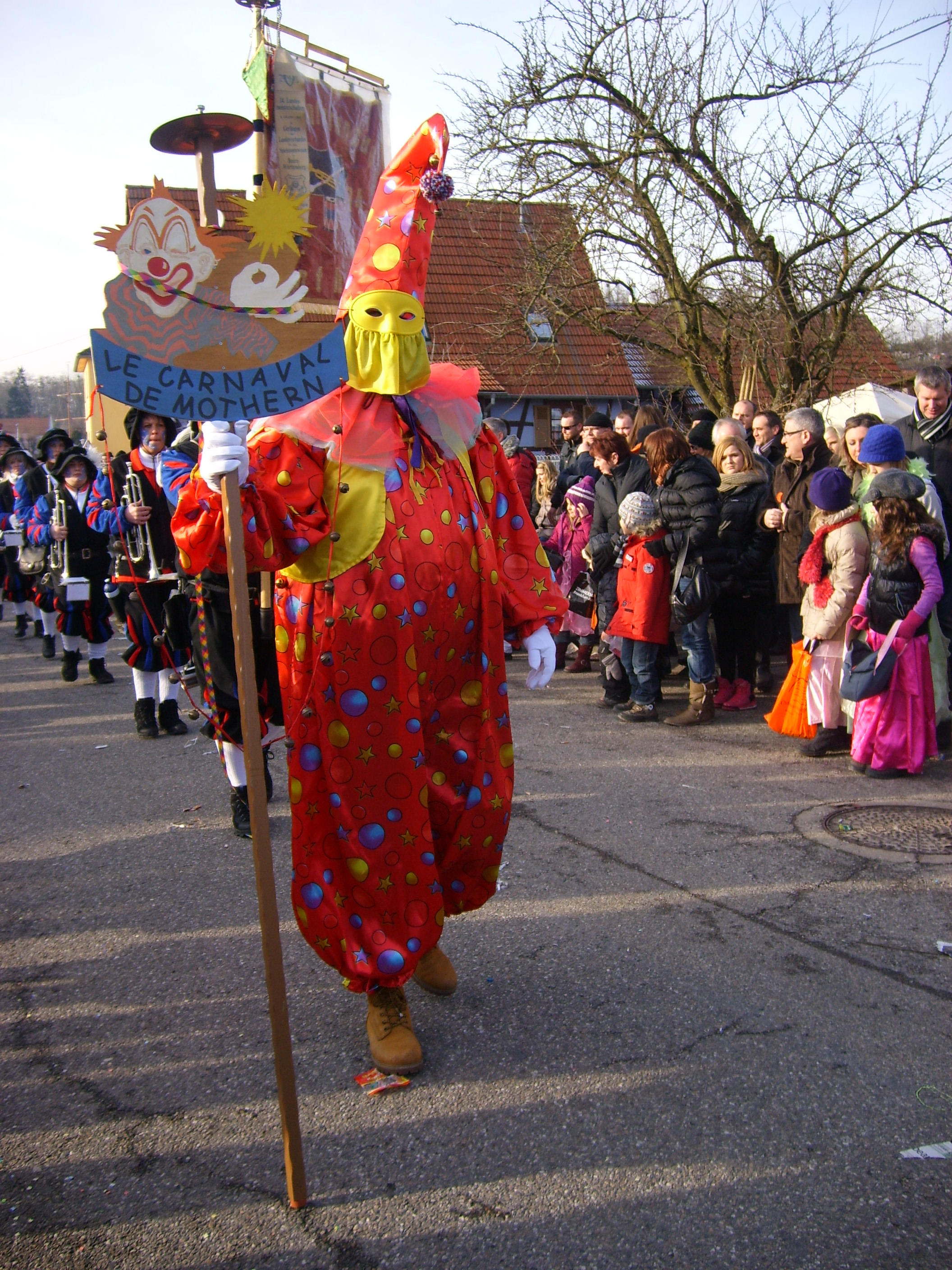
Le traditionnel « bayass » ouvre la cavalcade.

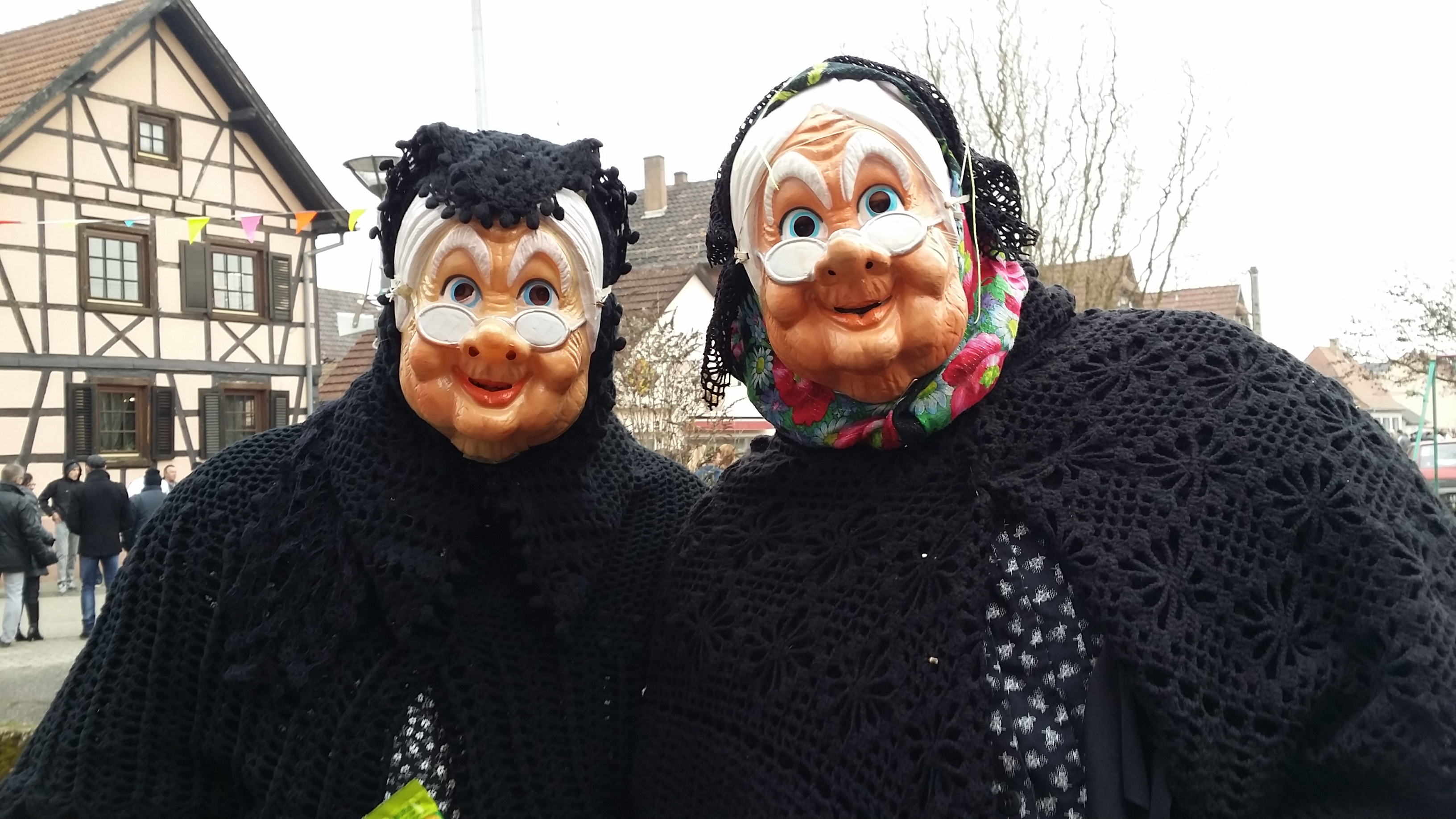
Tenues et masques traditionnels des « Fasenachtbutze ».

Dans le village, le début d’année civile est fortement marqué par le carnaval.
La naissance du carnaval mothernois se situe au début du XXe siècle, lorsque les bateliers du Rhin, inspirés par le folklore carnavalesques de villes comme Mayence, Cologne ou Rotterdam, importèrent cette tradition. Dans l’entre-deux-guerres, les festivités débutèrent le dimanche de quinquagésime, soit 50 jours avant Pâques, pour prendre fin Mardi-gras à minuit. Des individus déguisés, appelés en alsacien « Butze » ou « Fasenachtbutze » se donnaient rendez-vous à la place de l’église, pour se faire admirer par les femmes et les enfants. Le visage caché par des masques en carton ou papier mâché et habillés de tenues traditionnelles, les « Butze » se rendaient ensuite de maison en maison pour discuter des faits du village, et délivrer des paroles calomnieuses et médisances.
Durant la Seconde Guerre mondiale, la tradition s’estompe. C’est à partir des années 1950 que le carnaval renaît, encouragé par l’augmentation des revenus des habitants, leur permettant ainsi d’acquérir des tenues vestimentaires plus esthétiques et des masques en plastique.
Les premiers bals de carnaval apparaissent dans les années 1960, et sont organisés par les restaurateurs du village. Les festivités s’étendent alors jusqu’à l’aube du Mercredi des Cendres, et attirent les populations des villages voisins.
C’est 1976 qu’a lieu la première cavalcade carnavalesque.
Aujourd’hui, les associations du village  perpétuent les traditions. Un bal d’ouverture organisé par le Moto-Club marque le début des festivités. D'autres bals se déroulent durant la semaine précédant le Mercredi des Cendres.
Les « Fasenachtbutze » continuent de se promener dans le village durant toute la période du carnaval, troquant les médisances d’autrefois contre des chants, blagues ou commérages.
Le défilé carnavalesque organisé le dimanche avant Mardi-Gras, est point d’orgue des festivités. À midi, les « Zwelfebutze » sont sur les routes, à pied ou en vélo, pour réveiller le village en traînant derrière eux des d’objets bruyants. Le défilé accueille des chars et des groupes, et est ouvert par le traditionnel « Bayass ». Tous les ans est désignée une princesse de Carnaval, à qui sont remises les clés de la localité, ce qui lui permet de régner trois jours sur la cité rhénane.

## Lieux et monuments

### Église Notre-Dame-de-la-Visitation
L'église Notre-Dame de la Visitation a été construite en 1778.

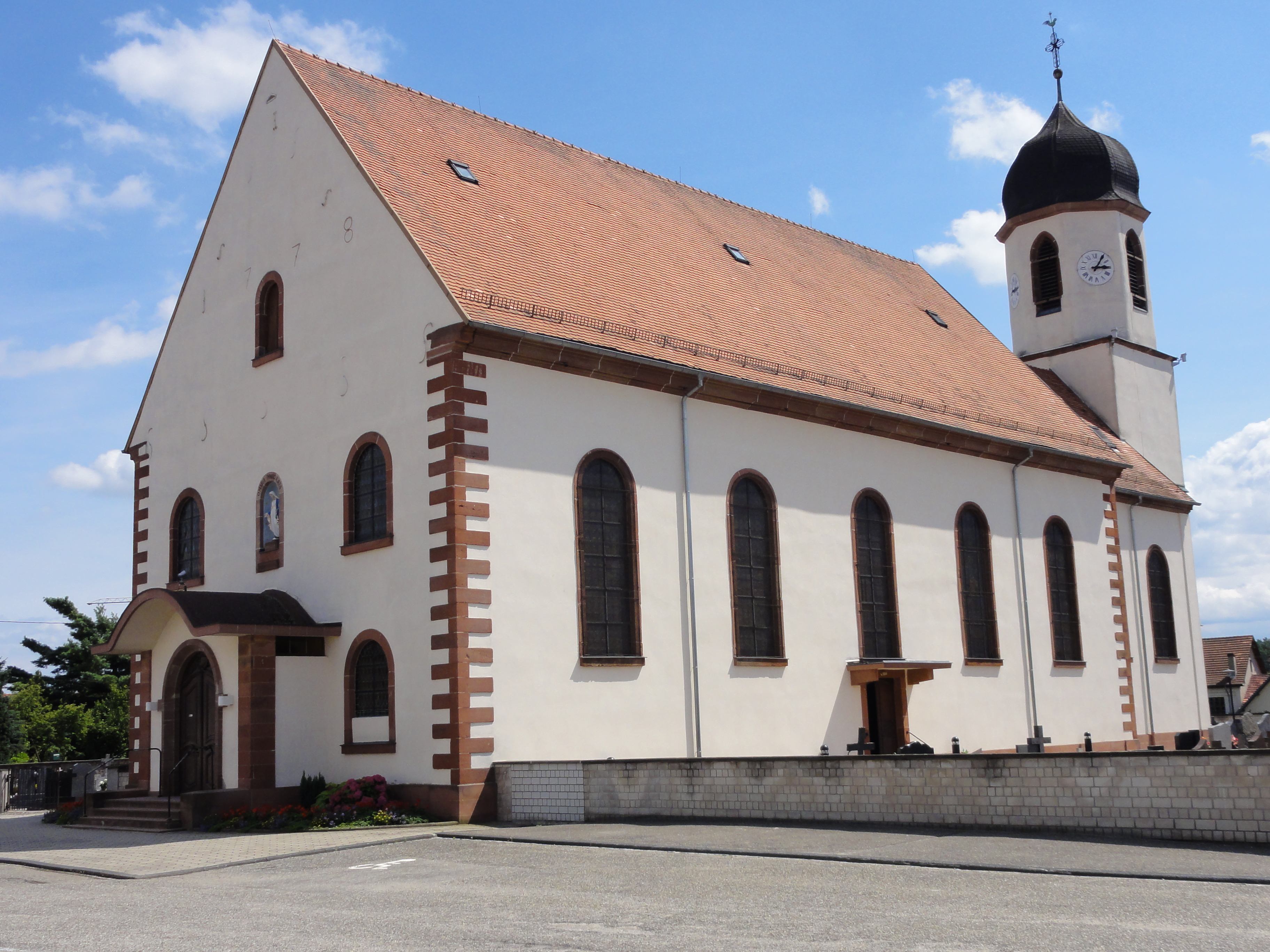
Église Notre-Dame-de-la-Visitation.
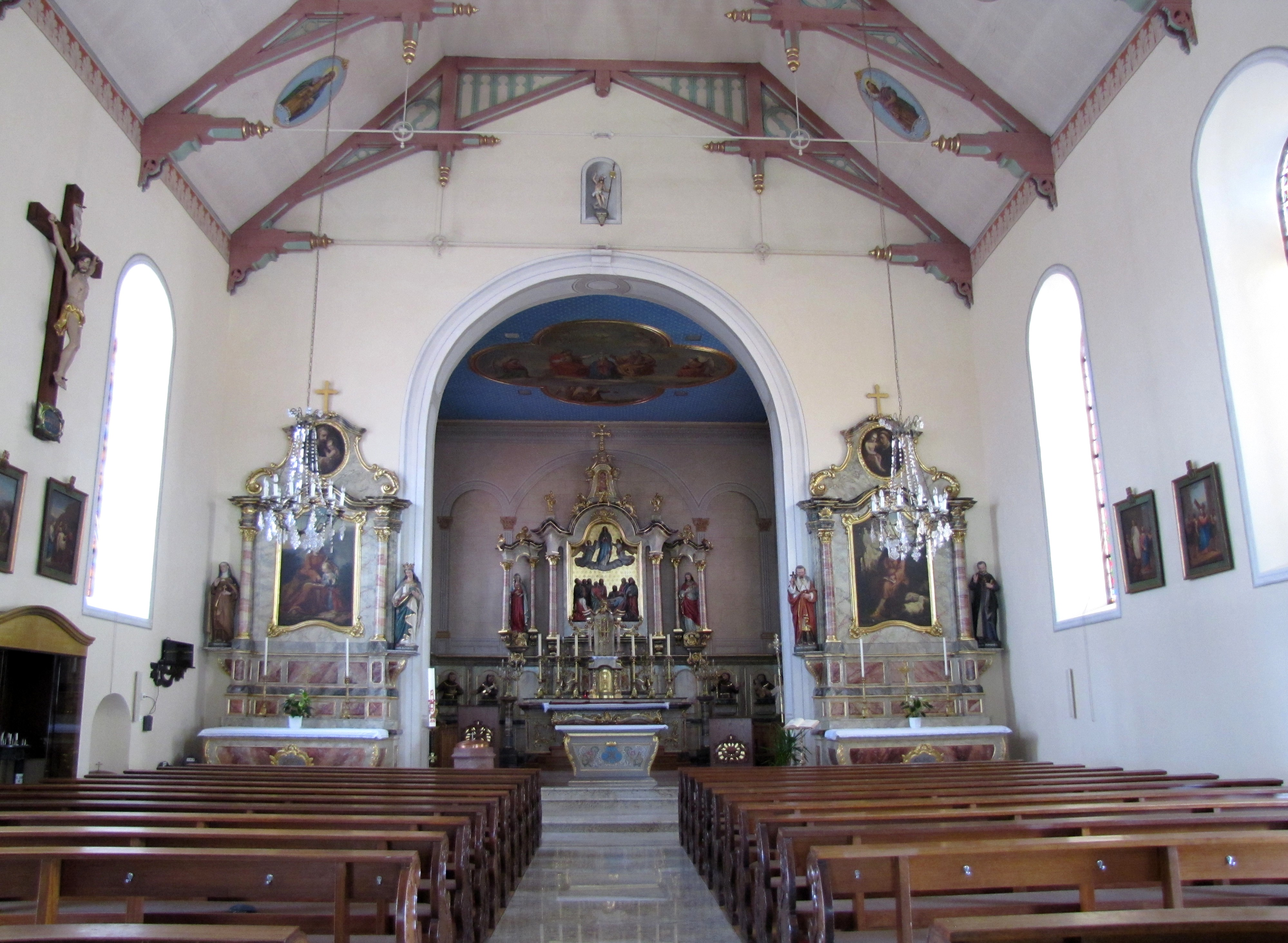
Vue intérieure de la nef vers le chœur.
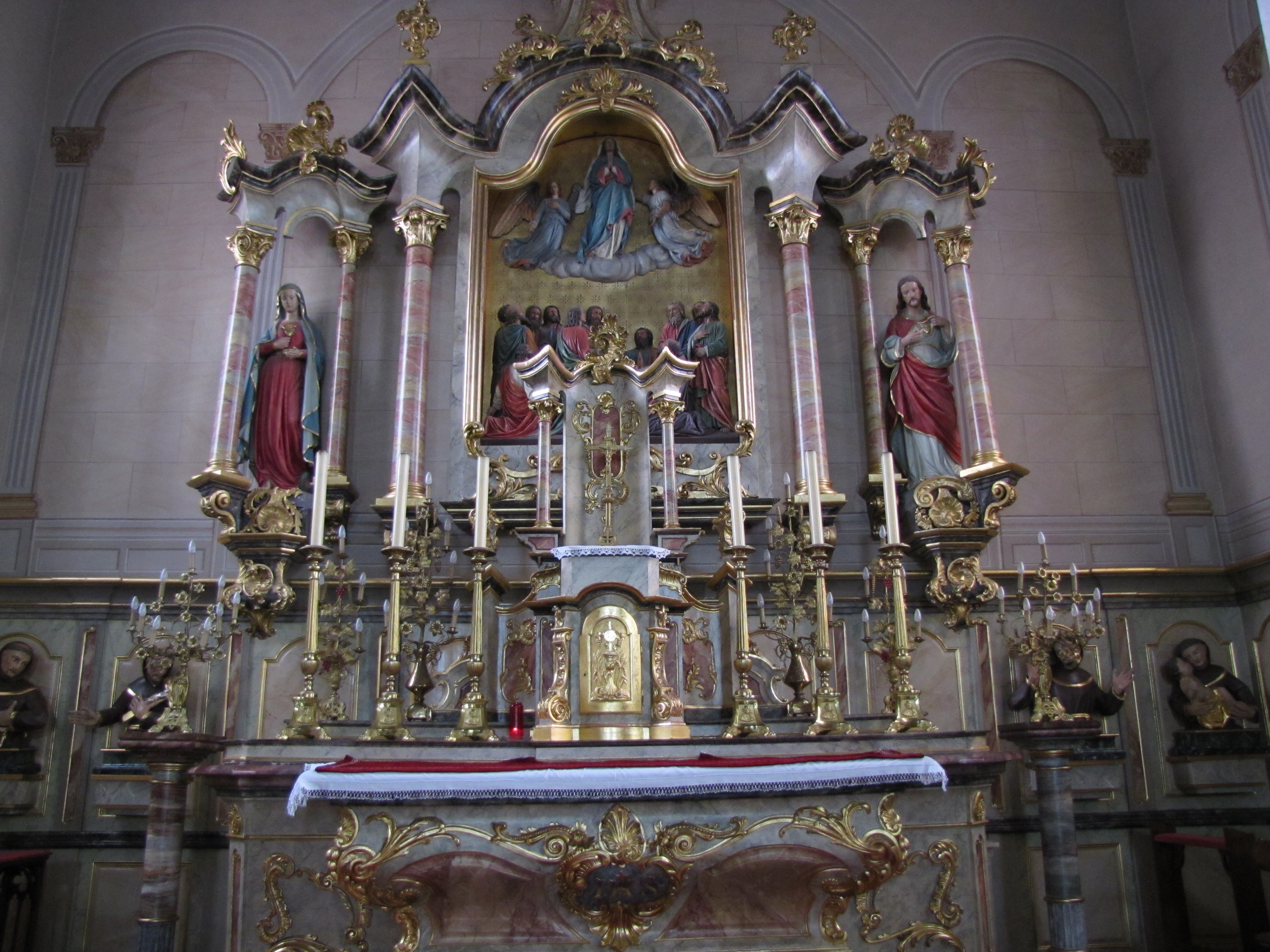
Maître-autel néo-baroque (XIXe).
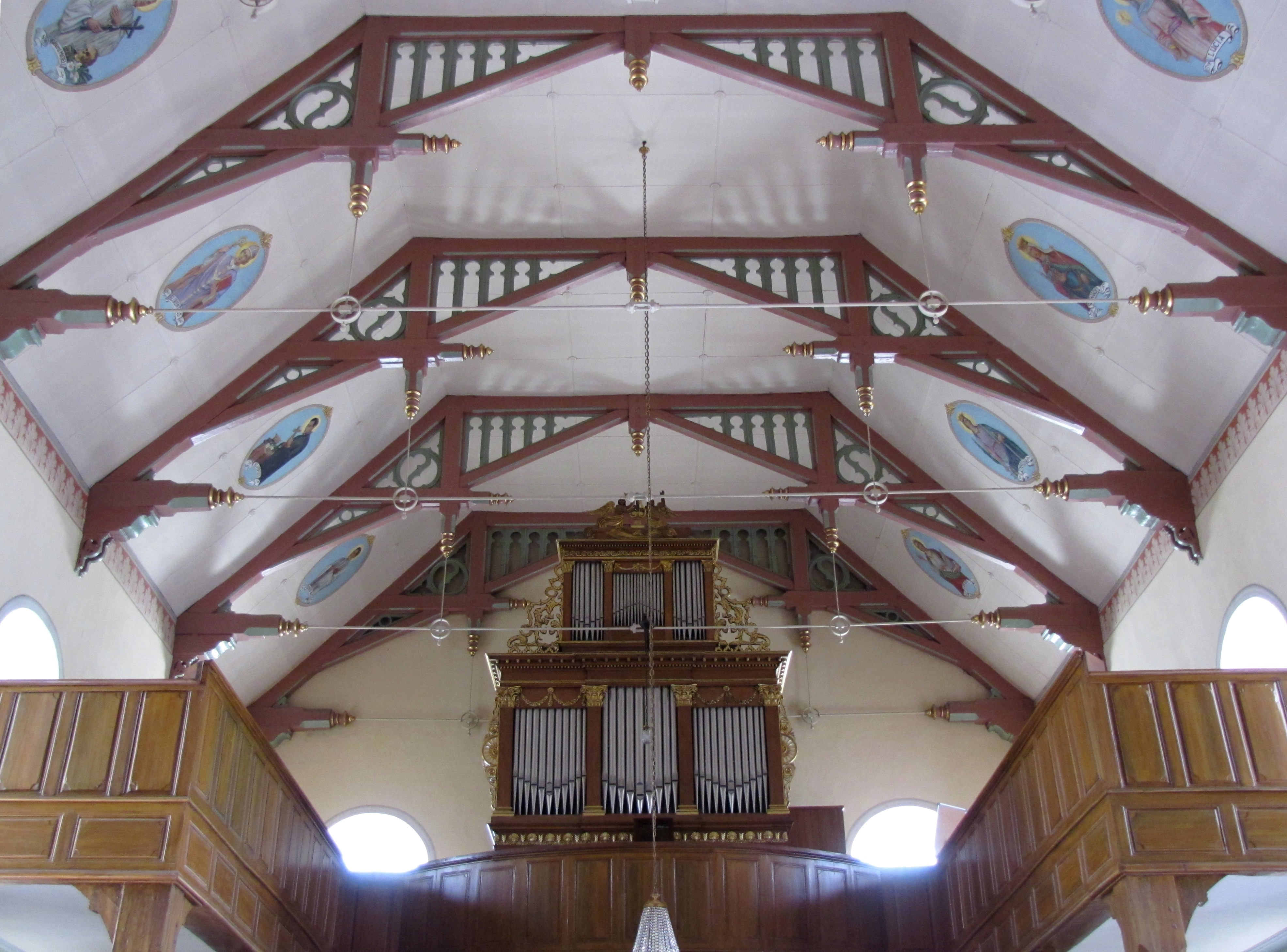
Orgue Stiehr-Mockers (1841).

### Maison de la Wacht
C'est un espace culturel au cœur de Mothern. Il a pour origine un bâtiment ancien qui abritait autrefois le garde de nuit (der Nachtwächter) du village. Aujourd'hui il s'agit du siège de l'office du tourisme, le bâtiment accueille également une exposition permanente sur le Rhin.

### Les puits à balancier
Les puits à balancier sont assez rares en Alsace. Le puisage était effectué à l'aide d'un contrepoids, puis l'eau s'écoulait par une lancière dans auge de pierre qui pouvait aussi servir d'abreuvoir pour les bêtes. Le village porte deux puits en son sein, l'un en face de la Maison de la Wacht et l'autre en face de la mairie.

### La grotte de Lourdes
La grotte de Lourdes de Mothern, située sur la route menant à Neewiller-près-Lauterbourg a été édifiée en 1901 par un couple ayant perdu deux de leurs enfants peu après leur naissance, désireux d'ériger un calvaire. Le curé du village, Alphonse Heitz, leur conseilla de faire construire une grotte de Lourdes. La légende raconte qu'édifier ce lieu de culte leur a permis de faire naître deux autres enfants. La grotte fut réaménagée dans les années 1990.

### Le mât des bateliers
Depuis que le Rhin est navigable, les villages situés sur son rivage ont fourni un important contingent de bateliers englobant tout un éventail de professions, du mousse au capitaine, en passant par le cuisinier et le mécanicien. Dans les années 1950, Mothern comptait environ 150 bateliers (soit près du tiers des résidents du village) qui se sont regroupés en une association qui ont alors érigés un mât sur la place du village, semblable à un mât de bateau mais bien plus imposant. Les jours de fête, le mât est orné de fanions et de décorations lumineuses aux couleurs des nations et compagnies de navigation présentes sur le Rhin. Ce mât rappelle également l'important rôle économique du Rhin pour les villages situés sur son cours.

## Dialecte
La commune de Mothern constitue un îlot linguistique au sein de la zone francique du Bas-Rhin. Le dialecte pratiqué, bien que très proche du francique méridional de la partie supérieure du Seltzbach, présente des particularités significatives dont l'origine n'est pas clairement établie à ce jour. Les voyelles palatales sont plus ouvertes, le [i] devient [a], la diphtongue ei devient ooi. A Mothern par exemple « gëwe » (donner) se rapproche sensiblement de l'allemand standard « geben », alors que dans le reste de la zone de langue francique, il se traduit par « genn ».
Des chercheurs de l'Office pour la Langue et les Cultures d'Alsace-Moselle (OLCA) recherchent ponctuellement des locuteurs originaires de la commune pour participer à des études sur la structure du dialecte.